# Bilang
Bilang (kinesiska: 碧朗, 碧朗乡) är en socken i Kina. Den ligger i provinsen Hunan, i den södra delen av landet, omkring 370 kilometer väster om provinshuvudstaden Changsha. Antalet invånare är 6676. Befolkningen består av 2 874 kvinnor och 3 802 män. Barn under 15 år utgör 18,0 %, vuxna 15-64 år 71 %, och äldre över 65 år 10,0 %.
Genomsnittlig årsnederbörd är 1 671 millimeter. Den regnigaste månaden är maj, med i genomsnitt 276 mm nederbörd, och den torraste är december, med 46 mm nederbörd.